# Zygophyllales
Classification APG II (2003)
Classification APG III (2009)
Ordre
Zygophyllales est un ordre végétal introduit par le Angiosperm Phylogeny Website et contient les familles Krameriaceae et Zygophyllaceae. Ces deux familles étaient placées par la classification phylogénétique APG II (2003) à la base des Fabidées (eurosids I), c'est-à-dire sans ordre.
Sa validité a été confirmée par la classification phylogénétique APG III (2009).